# Les Îles-de-la-Madeleine
Pour les articles homonymes, voir Îles de la Madeleine (homonymie).
Les Îles-de-la-Madeleine sont une municipalité canadienne de plus de 12 000 habitants située à l'est du Québec faisant partie de la région de la Gaspésie–Îles-de-la-Madeleine. Elle comprend la plus grande partie de l'archipel des îles de la Madeleine. L'agglomération des Îles-de-la-Madeleine possède également les pouvoirs équivalent à une municipalité régionale de comté (MRC). La municipalité a été créée en 2002 par la fusion de Cap-aux-Meules, de Fatima, de Grande-Entrée, de Grosse-Île, de Havre-aux-Maisons, de L'Étang-du-Nord et de L'Île-du-Havre-Aubert. Cependant, la municipalité de Grosse-Île a retrouvé son autonomie en 2006. La majorité des habitants de la municipalité font partie de la culture acadienne.

## Toponymie
Les premiers noms portés par les îles sont Menquit et Munagesunok signifiant « îles battues par les vagues » en micmac. En 1536, Jacques Cartier baptise les îles Les Araynes. Par la suite, sous le régime français, les îles sont connues sous le nom de Ramea. L'origine exacte de ce nom est inconnue, mais il a vraisemblablement été donné à l'archipel par les pêcheurs français qui y habitaient. Sur la carte de Champlain de 1613, le nom est devenu Isle Ramée. Le nom de Ramée et sa version plurielle, Ramées, continuent d'être utilisés par la suite. D'ailleurs, le premier propriétaire de l'archipel, Nicolas Denys, le nommait « îles Ramées » en 1672. Dès 1632, le nom de La Magdelene est utilisé par Champlain pour nommer l'île qui est maintenant l'île du Havre Aubert. La raison de ce choix est inconnue. C'est François Doublet, le second propriétaire de l'archipel, qui, en 1663, demande au Roi d'officialiser le nom des « îles de la Madeleine » pour son archipel. Il a fait ce choix en l'honneur de son épouse, Madeleine Fontaine. Ce nom est utilisé depuis ce temps.
Les gentilés sont nommés Madelinots et Madeliniennes.

## Géographie

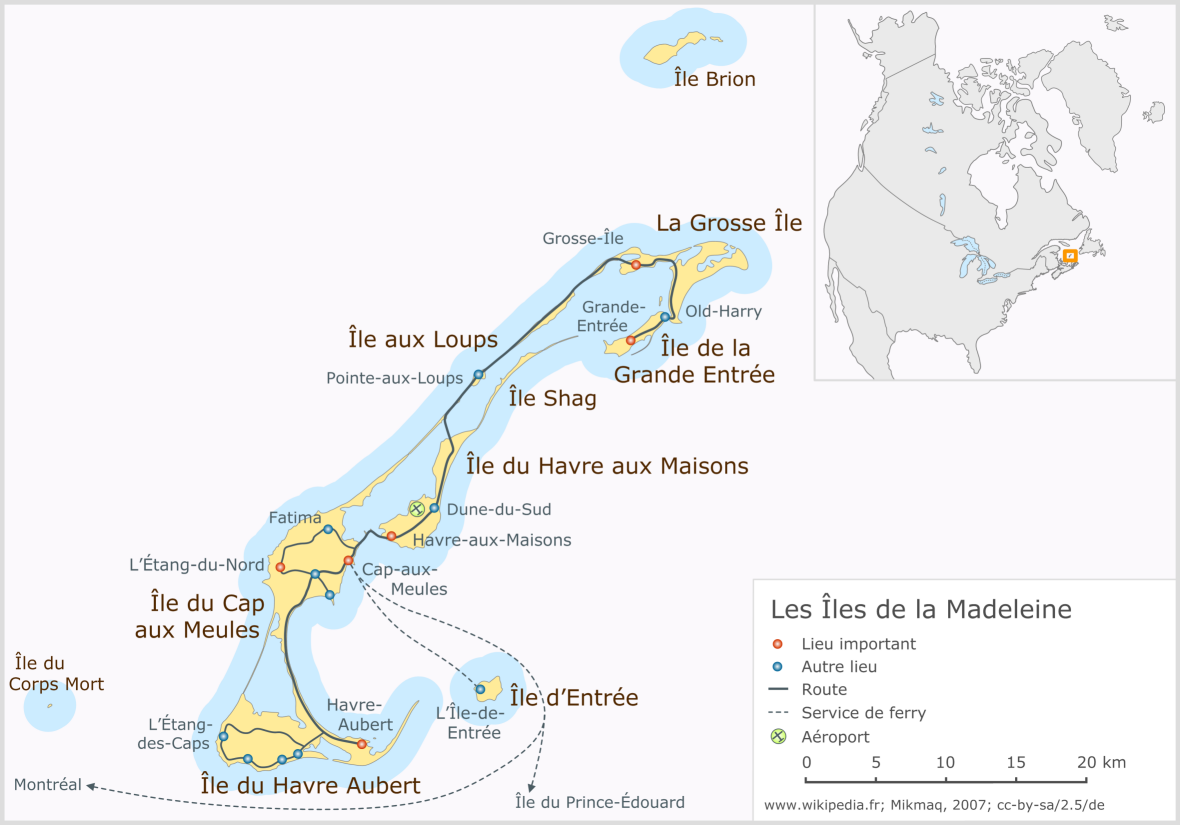
Carte des iles de la Madeleine.

La municipalité de Les Îles-de-la-Madeleine comprend la majeure partie de l'archipel du même nom situé dans le golfe du Saint-Laurent au large de la péninsule gaspésienne. En fait, les Îles-de-la-Madeleine sont situées à 215 km à l'est de Gaspé, à 105 km au nord de l'Île-du-Prince-Édouard, à 95 km au nord-est de l'île du Cap-Breton et à 150 km à l'ouest de Terre-Neuve,. Bien que la municipalité soit géographiquement plus près des Maritimes, elle fait partie de la province de Québec. L'agglomération de la municipalité forme sa propre municipalité régionale de comté faisant partie de la région administrative de la Gaspésie–Îles-de-la-Madeleine.
L'archipel des îles de la Madeleine est caractérisé par un climat maritime humide et est fortement exposé aux vents. En effet, l'énergie éolienne a créé une topographie de collines, de dunes et de lagunes sur les îles de formation sablonneuse. Il est composé d'une quinzaine d'îles dont sept sont habitées, mais la majorité de la population est concentrée sur l'île centrale,. Sa superficie terrestre couvre 202 km2. Cependant, cette superficie inclut le cordon dunaire reliant les îles d'environ 60 km2 ; ce qui réduit l'espace constructible de la municipalité à 160 km2. L'archipel comprend six territoires protégés pour la faune et la flore couvrant au total une superficie de 66 km2.

## Histoire
Le premier Européen à fouler l'île est Jacques Cartier en 1534. L'île était déjà fréquentée par les Micmacs qui venaient pêcher et chasser le phoque dans le golfe. La première exploration détaillée de l'île est faite en 1591 par une expédition menée par La Court de Pré-Ravillon et de Granpré à bord du Bonaventure. À l'époque de la Nouvelle-France, des pêcheurs français viennent habiter les îles. Le premier propriétaire de l'archipel est Nicolas Denys. Le second est François Doublet qui donna à l'archipel son nom actuel en 1663. L'archipel est rattaché officiellement à la province de Québec dans l'Acte de Québec de 1774.
La municipalité de Les Îles-de-la-Madeleine est née du regroupement des municipalités de Cap-aux-Meules, de Fatima, de Grande-Entrée, de Grosse-Île, de Havre-aux-Maisons, de L'Étang-du-Nord et de L'Île-du-Havre-Aubert le 1er janvier 2002. La nouvelle agglomération reprend également les pouvoirs de la municipalité régionale de comté de Les Îles-de-la-Madeleine qui est par le fait même abolie. La MRC avait été créée en avril 1981. La municipalité de Grosse-Île a été recréée le 1er janvier 2006.

## Démographie
| 1996   | 2001   | 2006   | 2011   | 2016   |
| ------ | ------ | ------ | ------ | ------ |
| 13 802 | 12 465 | 12 560 | 12 291 | 12 010 |

| 2021   | - | - | - | - |
| ------ | - | - | - | - |
| 12 190 | - | - | - | - |

Selon Statistique Canada, la population de Les Îles-de-la-Madeleine était de 12 560 habitants en 2006. L'ensemble des municipalités formant aujourd'hui les Îles-de-la-Madeleine avait une population totale de 12 281 habitants. L'endroit a donc connu une décroissance démographique de 2,3 % en cinq ans. Cependant, selon la municipalité, la population était de 12 691 habitants en 2008. L'âge médian de la population madelinienne est de 45 ans. Le nombre total de logements privés dans la municipalité est de 5 607. Cependant, seulement 4 969 de ces logements sont occupés par des résidents permanents. La majorité des logements sont des maisons individuelles.
| Hameau                | Nombre d'habitants |
| --------------------- | ------------------ |
| Cap-aux-Meules        | 1 659              |
| Fatima                | 2 686              |
| Grande-Entrée         | 660                |
| Havre-aux-Maisons     | 2 057              |
| L'Étang-du-Nord       | 2 944              |
| L'Île-du-Havre-Aubert | 2 575              |

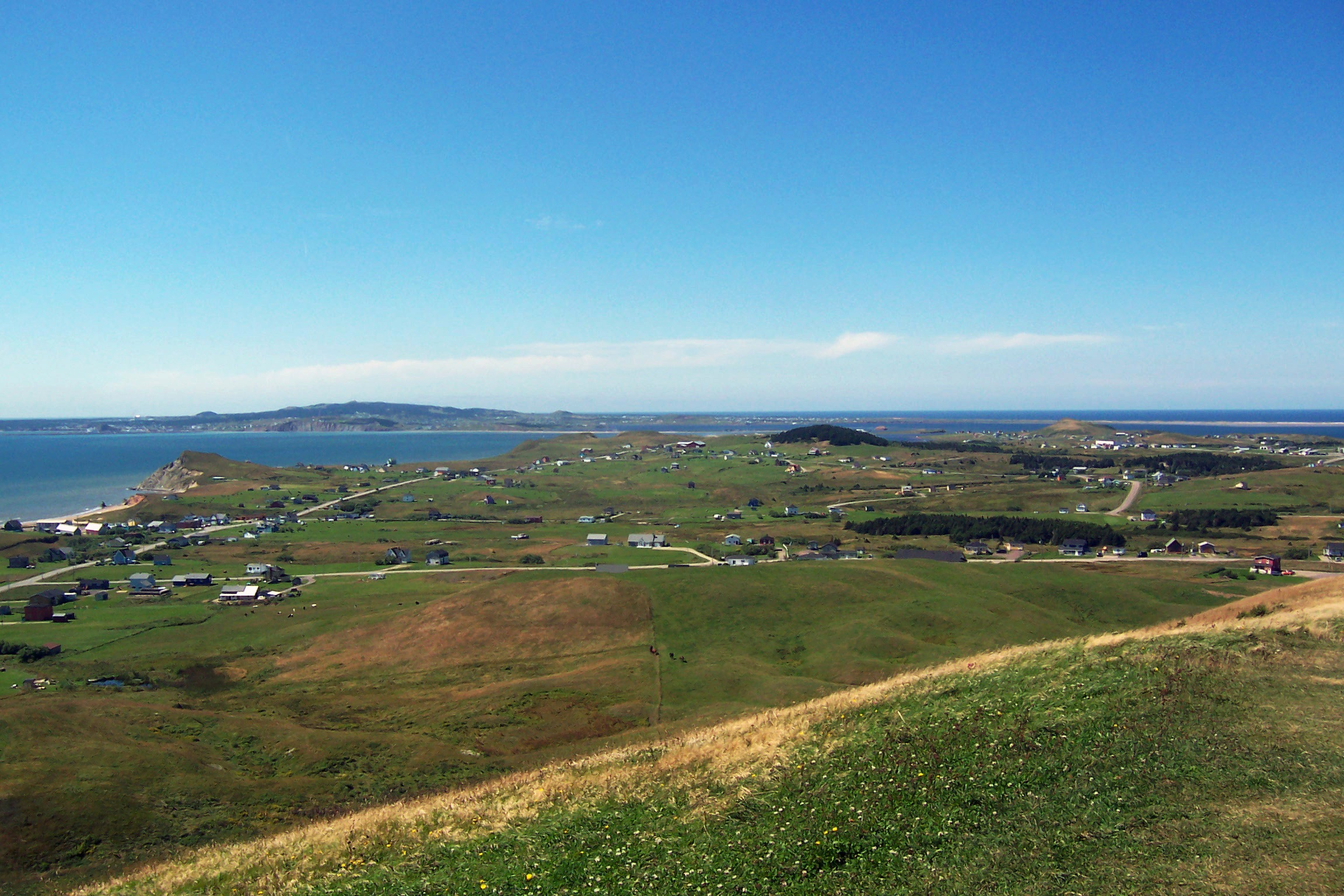
Vue du hameau du Havre-aux-Maisons.

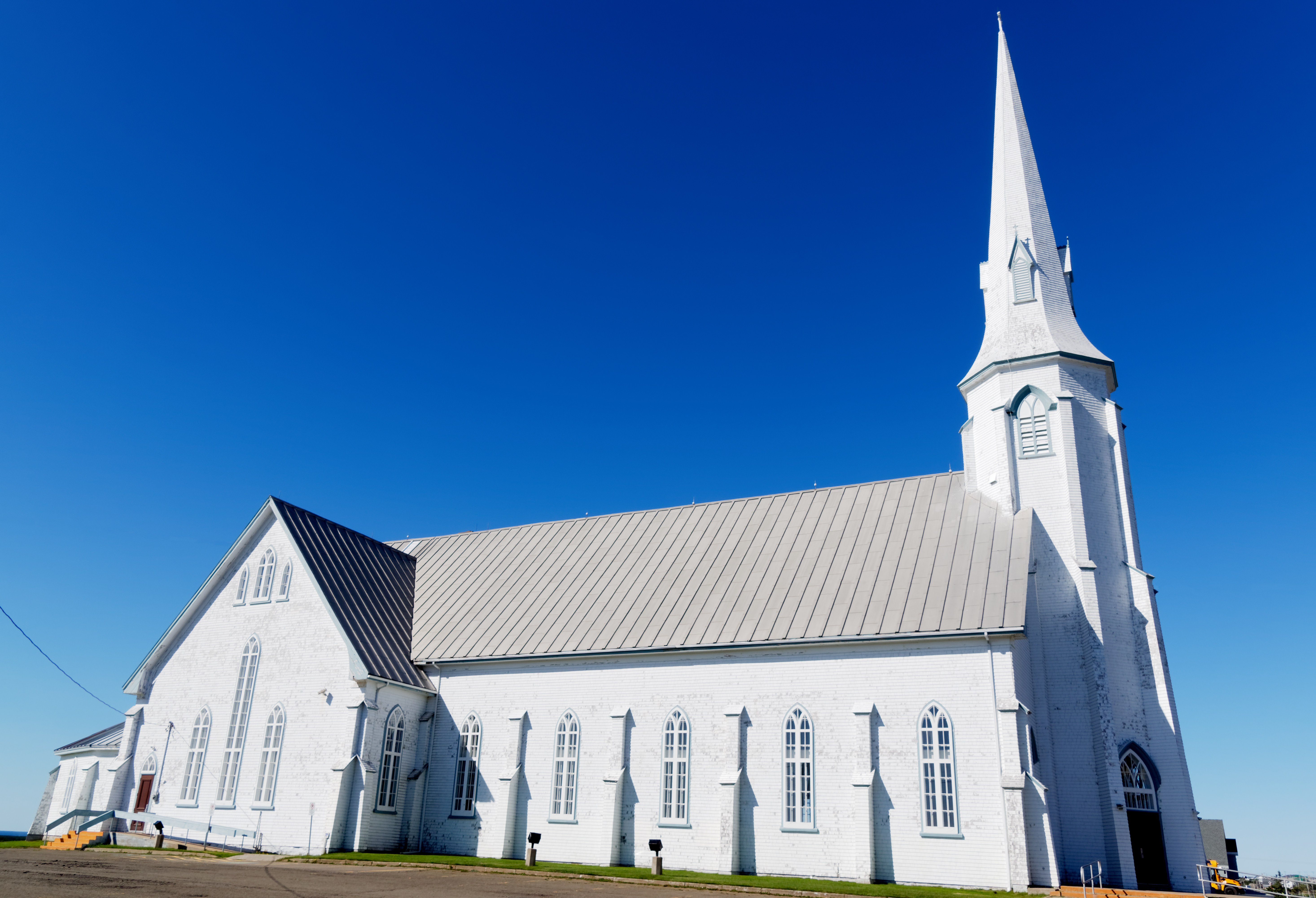
Église Saint-Pierre de Lavernière (Cap-aux-Meules).

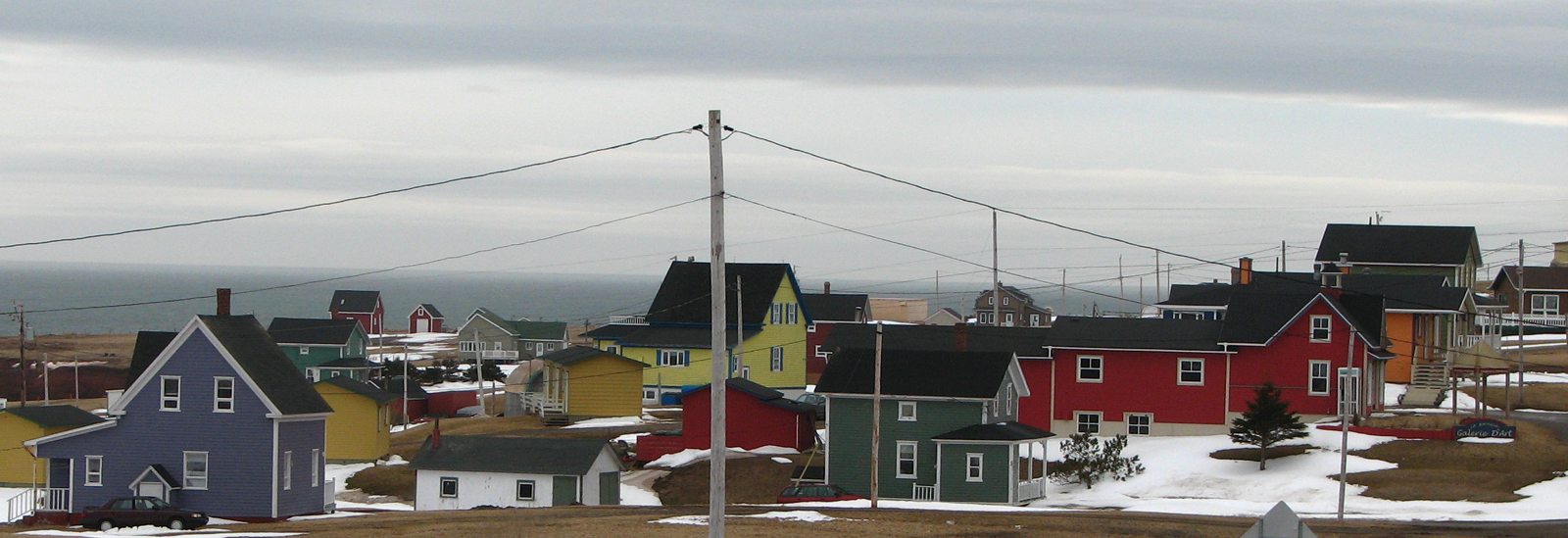
Maisons traditionnelles acadiennes aux îles de la Madeleine.

Selon Statistiques Canada, 0,7 % de la population des Îles-de-la-Madeleine est issue de l'immigration. 82 % des immigrants sont arrivés avant 2000. 96,5 % de la population a uniquement le français comme langue maternelle, 2,6 % a uniquement l'anglais et 0,4 % a le français et l'anglais ; le reste ayant une autre langue en tant que langue maternelle. 18,7 % de la population maîtrise les deux langues officielles du Canada tandis que 79,5 % ne maîtrise que le français et 1,7 % ne maîtrise que l'anglais. Il n'y a personne qui ne maîtrise aucune des langues officielles. Statistiques Canada ne recense aucun autochtone aux Îles-de-la-Madeleine.
Le taux de chômage dans la municipalité était de 14,5% en 2006tandis qu'entre janvier et septembre 2024 seulement 9,8%. Le revenu médian des Madelinots était de 21 537 $ en 2005. Mais la communauté maritime des Îles-de-la-Madeleine se classe en tête dans la région en 2021 avec un revenu disponible par habitant de 37 105 $.
39 % de la population de 15 ans et plus de Les Îles-de-la-Madeleine ne possède aucun diplôme d'éducation. 35 % de cette population n'a que le diplôme d'études secondaires ou professionnelles. 8 % de cette population possède un diplôme de niveau universitaire. 0,2 % des diplômés ont effectué leurs études à l'extérieur du Canada. Le principal domaine d'études des Madelinots est « l'architecture, le génie et les services connexes ».

## Administration
Le conseil municipal de Les Îles-de-la-Madeleine est composé d'un maire et de six conseillers élus en bloc à tous les quatre ans par district municipal.
| Les Îles-de-la-Madeleine Maires depuis 2002                                                                          |                    |         |          |
| Élection | Maire              | Qualité | Résultat |
| 2002 | Claude Vigneau     |         | Voir     |
| 2005 | Joël Arseneau      |         | Voir     |
| 2009 | Joël Arseneau      | Voir    |          |
| 2013 | Jonathan Lapierre  |         | Voir     |
| 2017 | Jonathan Lapierre  | Voir    |          |
| 2021 | Jonathan Lapierre  | Voir    |          |
| 2023 | Antonin Valiquette |         | Voir     |
| Élection partielle en italique Depuis 2005, les élections sont simultanées dans toutes les municipalités québécoises |                    |         |          |

De plus, Serge Rochon est le directeur-général, Danielle Hubert est la trésorière et Jean-Yves Lebreux est le greffier de la municipalité.
La municipalité est jumelée avec Miquelon-Langlade (France).

## Mode de vie

### Économie

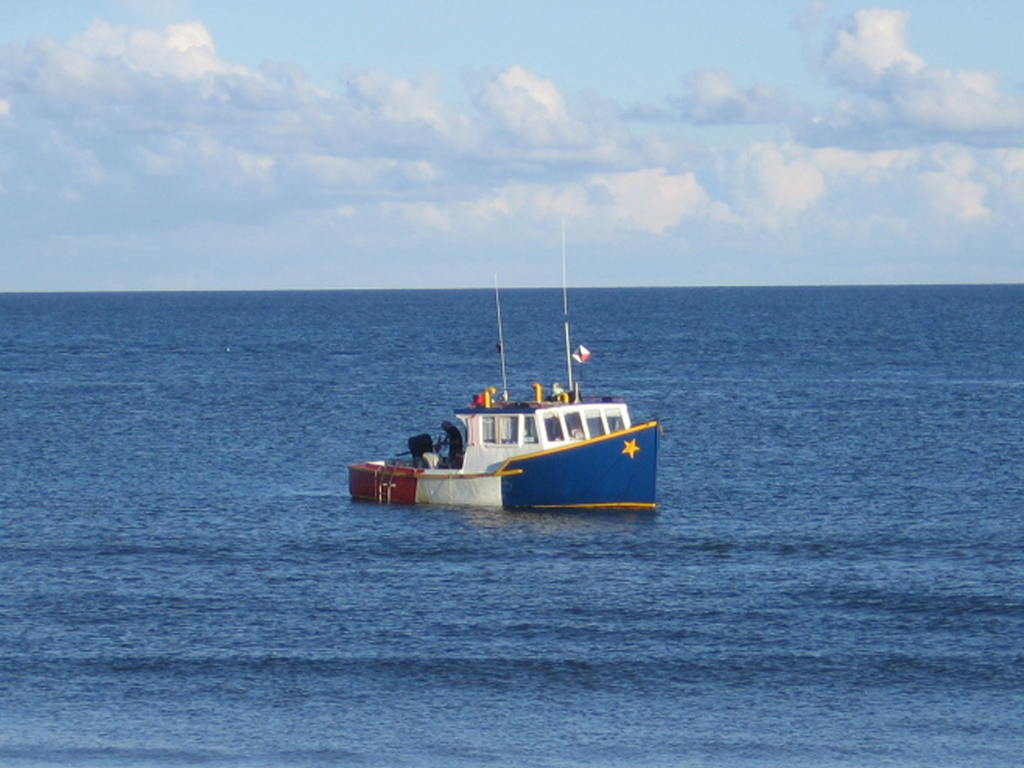
Bateau de pêche.

Les activités économiques principales des Îles-de-la-Madeleine sont la pêche et le tourisme,. L'industrie de transformation du poisson joue un rôle important. Il y a également une exploitation des gisements de sel nommée les Mines Seleine qui emploie environ 200 personnes à l'année,.

### Éducation
La commission scolaire des Îles gère l'éducation de la population francophone de l'archipel. Elle comprend cinq écoles primaires, une école secondaire et un centre d'éducation des adultes. De plus, le Centre d’études collégiales des Îles du Cégep de la Gaspésie et des Îles fournit l'éducation collégiale nécessaire à l'admission à l'université en plus de formations techniques en administration et en bureautique. 155 étudiants y sont inscrits.

### Énergie

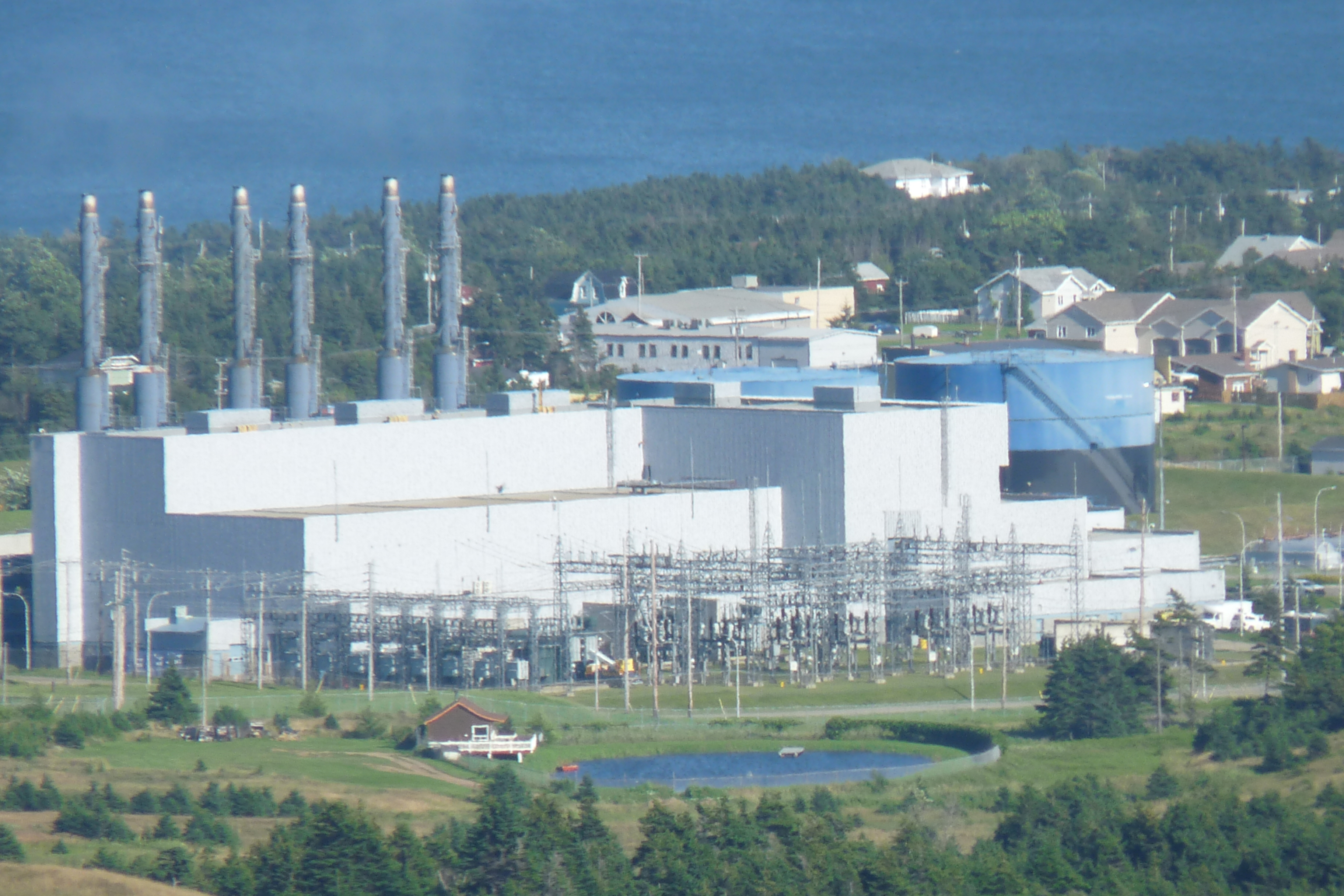
Station thermique des îles de la Madeleine.

L'électricité est fournie aux habitants de l'archipel par une centrale thermique d'Hydro-Québec. L'île d'Entrée dispose de sa propre centrale. Les hydrocarbures nécessaires à la centrale sont acheminés par voie maritime. Le coût de production de l'électricité aux îles de la Madeleine est très élevé.

### Santé

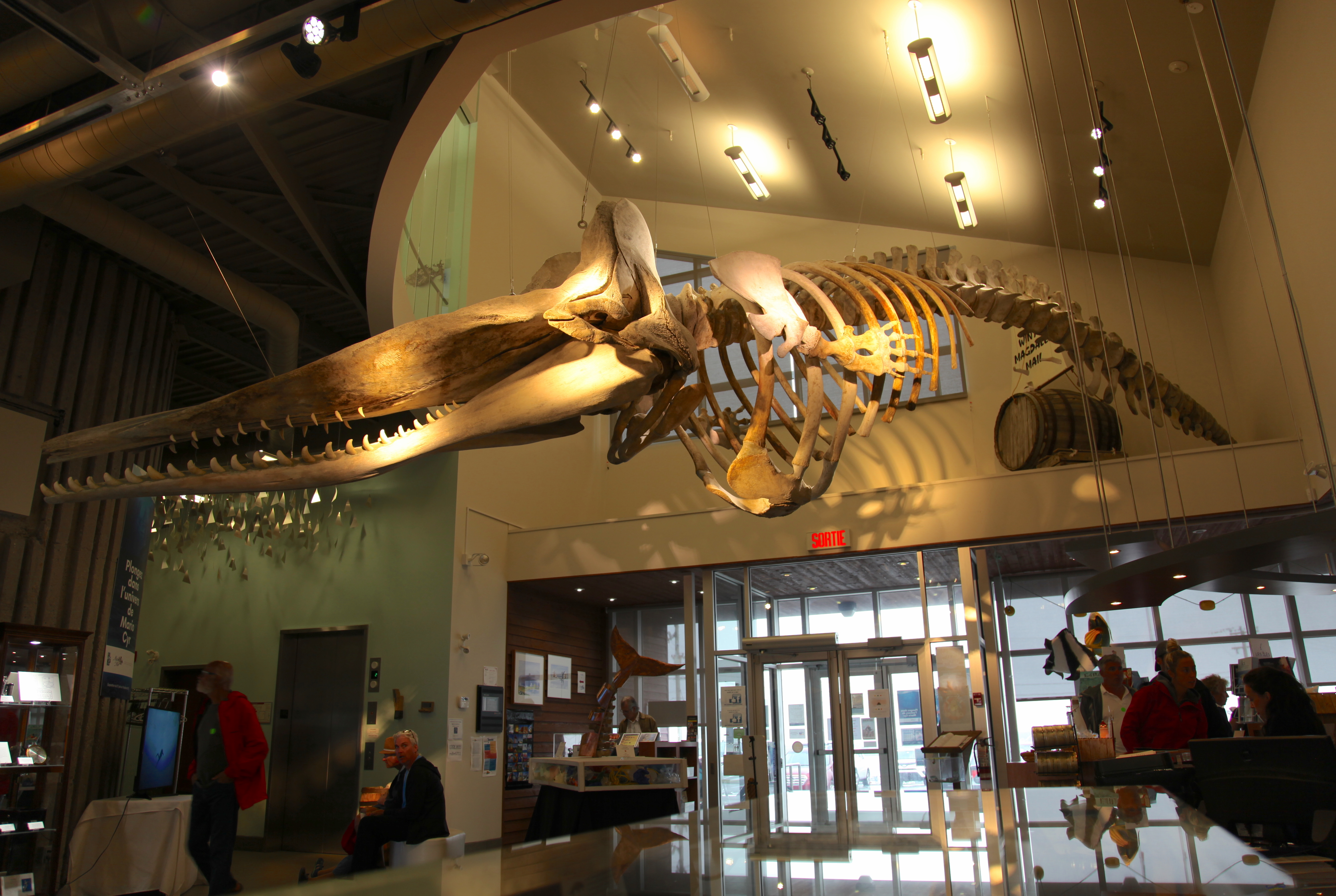
Squelette de cachalot au Musée de la mer. En mai 2008, il s’échouer sur la plage de la Pointe-aux-Loups aux îles-de-la-Madeleine. On a constaté qu'il avait l'age de 30 ans et long de 15 m.

Les Îles-de-la-Madeleine comprennent un hôpital de l’Archipel à Cap-aux-Meules, rebâtis en 1992. Un Centre intègre de santé et de services sociaux des Îles (CISSS) dans cette hôpital a une grande mission ainsi quatre missions légales:
- La mission du Centre local de services communautaires (CLSC) pour des services de santé et des services sociaux courants et, à la population du territoire qu’il dessert, des services de santé et sociaux de nature préventive ou curative, de réadaptation ou de réinsertion.
- La mission du Centre hospitalier de soins généraux et spécialisés (CH) pour des services diagnostiques et des soins médicaux généraux et spécialisés.
- La mission du Centre d’hébergement et de soins de longue durée (CHSLD) pour de soins de longue durée de façon temporaire ou permanente d'un milieu de vie substitut, des services d’hébergement, d’assistance, de soutien et de surveillance ainsi que des services de réadaptation, psychosociaux, infirmiers, pharmaceutiques et médicaux.
- La mission du Centre de réadaptation pour les personnes présentant une déficience intellectuelle ou trouble envahissant du développement (CRDITSA) pour des services spécialisés qui regroupent une gamme complète d’activités d’adaptation ou de réadaptation et d’intégration sociale ainsi que des services d’accompagnement et de soutien pour l’entourage des personnes atteintes ainsi qu’aux partenaires.

Les spécialités de base, l'électrophysiologie, l'ergothérapie, l'inhalothérapie, l'orthophonie, la physiothérapie et la photothérapie, sont assurées à l'hôpital à Cap-aux-Meules. Cependant, les autres spécialités sont offertes régulièrement par des médecins visiteurs. De son côté, le CLSC possède quatre points de service répartis dans l'archipel en plus de son centre principal: Le CLSC de Cap-aux-Meules, le CLSC de Bassin, le CLSC de l’Est sur Grosse-Île et le CLSC de l’Île d’Entrée.

### Sécurité
La sécurité publique de la municipalité est la responsabilité de la Sûreté du Québec (SQ). La Gendarmerie royale du Canada (GRC) n'a qu'un seul employé permanent aux îles de la Madeleine. La SQ a un contrat avec la municipalité afin de faire respecter les règlements municipaux. De plus, des agents de la faune du gouvernement provincial et des gardes-pêche du gouvernement fédéral s'occupent de faire respecter les lois et règlements concernant la pêche.

## Personnalités
- Hugo Barrette (né 1992 aux Îles-de-la-Madeleine), coureur cycliste canadien, ayant participé aux Jeux olympiques de Rio de Janeiro 2016 et de Tokyo 2020[21].
- Germain Chevarie (né 1952 aux Îles-de-la-Madeleine), homme politique québécois, député de la circonscription des Îles-de-la-Madeleine de 2008 à 2012 ainsi que de 2014 à 2018.
- Mario Cyr (né 1959 aux Îles-de-la-Madeleine), plongeur, caméraman et photographe sous-marin, spécialiste de la photographie sous-marine en eaux froides.
- Marie-Line Leblanc (née 1983 aux Îles-de-la-Madeleine), artiste et chercheuse en arts visuels.
- Jonathan Painchaud (né 1974 aux Îles-de-la-Madeleine), chanteur et auteur-compositeur-interprète, membre du groupe Salebarbes.

## Culture

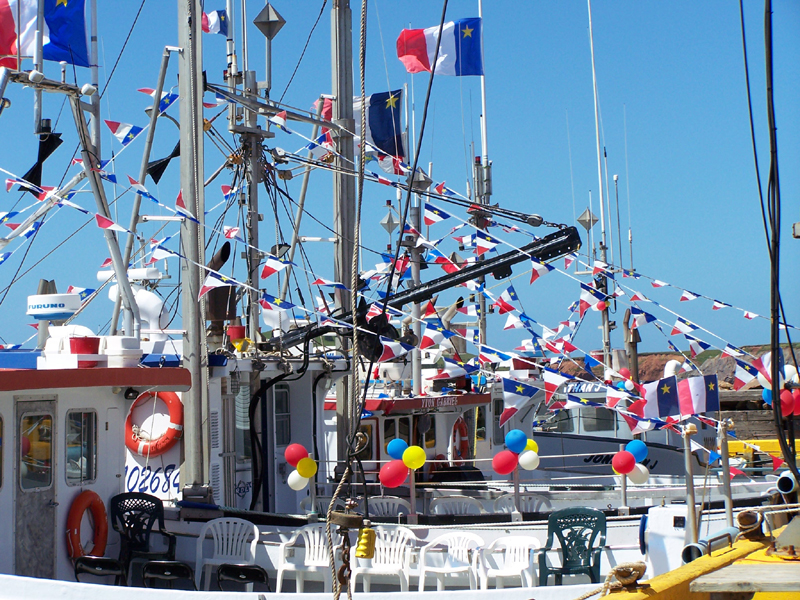
Bateaux décorés aux couleurs acadiennes à l'Anse à la Cabane (Bassin) à l'occasion de la Fête acadienne.

Les habitants de Les Îles-de-la-Madeleine font partie de la culture acadienne. En 1954, Maurice Proulx réalise un film sur l'archipel nommé Les Îles-de-la-Madeleine où il dépeint le mode de vie des habitants. La série télévisée Temps de chien y est également filmée.